# セカンドナローズブリッジ

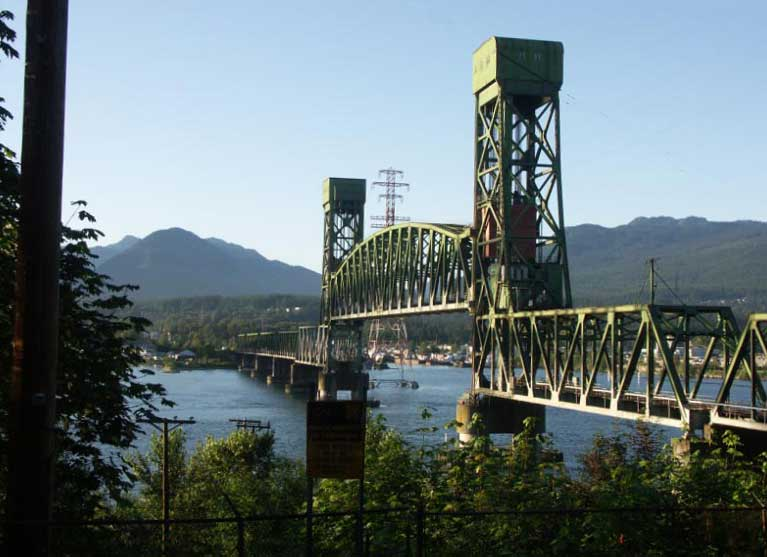
セカンドナローズブリッジ

セカンドナローズブリッジ（Second Narrows Bridge）は、カナダ、ブリティッシュコロンビア州・メトロバンクーバーのバラード入り江に架かる鉄道橋である。

## 概要

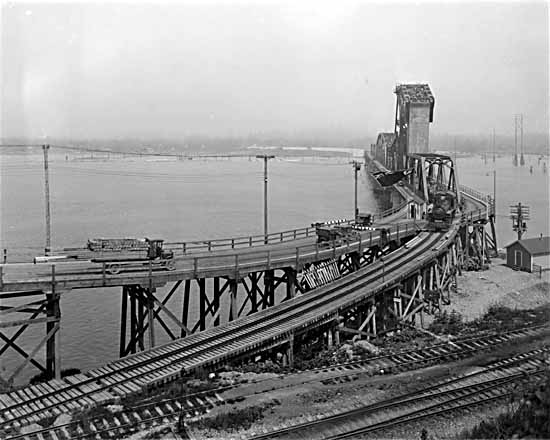
1926年のセカンドナローズブリッジ

1925年、バラード入り江のセカンドナローズ（Second Narrows）と呼ばれる狭窄部を跨ぎ、バンクーバー市とノースバンクーバー市を結ぶ橋として架設された。
1926年からは鉄道も使用していたが（道路・鉄道併用橋）、1960年に西側に並行して道路橋のアイアンワーカーズメモリアル・セカンドナローズクロッシングが開通したことに伴い、鉄道専用橋へと変更された。
1969年に橋の架け替えが行われた。